# Ernst Hilmer (Politiker)
Ernst Hilmer (auch: Ernst Ludwig Hilmer; * 1801; † 1862) war ein deutscher Kommunalpolitiker und Bürgermeister. Er gilt als Gründervater der Stadtsparkasse Burgdorf.

## Leben
Zu Beginn der Industrialisierung im Königreich Hannover war Ernst Ludwig Hilmer in den 1840er Jahren Mitglied des Magistrats der Stadt Burgdorf. Von 1849 bis 1852 wirkte er als Bürgermeister der Stadt Burgdorf und verfolgte in diesen Jahren „aufmerksam die Entwicklung der Sparkassen“. Am 28. Oktober 1843 verfasste er einen Brief an das Königliche Amt Burgdorf, in dem er die Nützlichkeit der Sparkassen und deren praktische Bewährung betonte, mit dem Hinweis, „daß jede Stadt sich bestreben sollte, eine solche zu gründen.“ Hilmers Schreiben gilt heute als der älteste urkundlich nachweisbare Vorschlag zur Einrichtung einer Sparkasse in Burgdorf.